# モスコフスキー・コムソモーレツ
モスコフスキー・コムソモーレツ（Московский комсомолец）とは、ロシア連邦の代表的な新聞である。現在は大衆紙とされている。由来は名前にもなっている通り、モスクワの共産主義青年の機関紙であった。発刊する場所はロシアの首都、モスクワ。ロシア最古の音楽ヒットチャートの集計発行元でもある。
現在の編集長はパベルグセプである。